# 313921 Daassou
313921 Daassou è un asteroide della fascia principale. Scoperto nel 2004, presenta un'orbita caratterizzata da un semiasse maggiore pari a 3,1778709 UA e da un'eccentricità di 0,2303699, inclinata di 13,04544° rispetto all'eclittica.